# Ерік Бодуен
Ерік Бодуен (англ. Eric Beaudoin; 3 травня 1980, Оттава, Онтаріо) — канадський хокеїст, нападник.

## Кар'єра
Ерік Бодуен розпочав свою кар'єру у клубі Хокейної ліги Онтаріо «Гвелф Сторм» за який відіграв три сезони. Протягом п'яти сезонів виступав у клубах АХЛ «Луїсвілл Пантерс», «Юта-Ґрізліс», «Сан-Антоніо Ремпедж», «Едмонтон Роуд Руннерс» та «Ньюкасл Вайперз». 
Восени 2005 року переходить до шведського клубу Мора ІК (Елітсерія) за який виступає до 2008 року. Один сезон виступав за інший клуб елітсерії Лінчепінг в складі якого стає срібним призером чемпіонату Швеції. Сезон 2009/10 років проводить за клуб «Реґле» БК.
По закінченні контракту з «Реґле» БК, Бодуен приєднався до ХК «Біль» (НЛА). У складі швейцарців проводить три сезони після чого десять матчів провів у складі німецького клубу «Штраубінг Тайгерс» та повернувся знову до ХК «Біль».
Завершив свою кар'єру виступами за швейцарський «Ольтен».
В грудні 2013 року брав участь у складі збірної Канади Кубку Шпенглера.

## Клубна статистика
| Сезон     | Клуб                    | Ліга                  | Регулярний сезон | Регулярний сезон | Регулярний сезон | Регулярний сезон | Регулярний сезон | Плей-оф | Плей-оф | Плей-оф | Плей-оф | Плей-оф |
| Сезон     | Клуб                    | Ліга                  | І                | Г                | П                | О                | ШХ               | І       | Г       | П       | О       | ШХ      |
| --------- | ----------------------- | --------------------- | ---------------- | ---------------- | ---------------- | ---------------- | ---------------- | ------- | ------- | ------- | ------- | ------- |
| 1997–98   | Гвелф Сторм             | OHL                   | 62               | 9                | 13               | 22               | 43               | 12      | 3       | 2       | 5       | 4       |
| 1998–99   | Гвелф Сторм             | ОХЛ                   | 66               | 28               | 43               | 71               | 79               | 11      | 5       | 3       | 8       | 12      |
| 1999–00   | Гвелф Сторм             | ОХЛ                   | 68               | 38               | 34               | 72               | 126              | 6       | 3       | 0       | 3       | 2       |
| 2000–01   | «Луїсвілл Пантерс»      | АХЛ                   | 71               | 15               | 10               | 25               | 78               | —       | —       | —       | —       | —       |
| 2001–02   | «Юта-Ґрізліс»           | АХЛ                   | 44               | 5                | 16               | 21               | 83               | —       | —       | —       | —       | —       |
| 2001–02   | Флорида Пантерс         | НХЛ                   | 8                | 1                | 3                | 4                | 4                | —       | —       | —       | —       | —       |
| 2002–03   | «Сан-Антоніо Ремпедж»   | АХЛ                   | 41               | 14               | 23               | 37               | 36               | 3       | 1       | 0       | 1       | 0       |
| 2002–03   | Флорида Пантерс         | НХЛ                   | 15               | 0                | 1                | 1                | 25               | —       | —       | —       | —       | —       |
| 2003–04   | «Сан-Антоніо Ремпедж»   | АХЛ                   | 38               | 20               | 22               | 42               | 45               | —       | —       | —       | —       | —       |
| 2003–04   | Флорида Пантерс         | НХЛ                   | 30               | 2                | 4                | 6                | 12               | —       | —       | —       | —       | —       |
| 2004–05   | «Сан-Антоніо Ремпедж»   | АХЛ                   | 32               | 6                | 4                | 10               | 21               | —       | —       | —       | —       | —       |
| 2004–05   | «Едмонтон Роуд Руннерс» | АХЛ                   | 24               | 3                | 1                | 4                | 9                | —       | —       | —       | —       | —       |
| 2005–06   | «Ньюкасл Вайперз»       | EIHL                  | 7                | 1                | 6                | 7                | 14               | —       | —       | —       | —       | —       |
| 2005–06   | Йокеріт                 | СМ-Л                  | 11               | 1                | 2                | 3                | 14               | —       | —       | —       | —       | —       |
| 2005–06   | ГПК Гямеенлінна         | СМ-Л                  | 2                | 0                | 1                | 1                | 4                | —       | —       | —       | —       | —       |
| 2005–06   | Мора ІК                 | Елітсерія             | 32               | 2                | 9                | 11               | 24               | —       | —       | —       | —       | —       |
| 2006–07   | Мора ІК                 | Елітсерія             | 55               | 14               | 12               | 26               | 64               | 4       | 2       | 0       | 2       | 6       |
| 2007–08   | Мора ІК                 | Елітсерія             | 52               | 11               | 16               | 27               | 95               | —       | —       | —       | —       | —       |
| 2008–09   | Лінчепінг               | Елітсерія             | 53               | 16               | 7                | 23               | 53               | 7       | 2       | 0       | 2       | 4       |
| 2009–10   | «Реґле» БК              | Елітсерія             | 55               | 14               | 20               | 34               | 59               | —       | —       | —       | —       | —       |
| 2010–11   | ХК «Біль»               | НЛА                   | 8                | 5                | 2                | 7                | 2                | —       | —       | —       | —       | —       |
| 2011–12   | ХК «Біль»               | НЛА                   | 50               | 11               | 12               | 23               | 20               | 5       | 3       | 2       | 5       | 2       |
| 2012–13   | ХК «Біль»               | НЛА                   | 30               | 10               | 6                | 16               | 26               | 7       | 3       | 3       | 6       | 2       |
| 2013–14   | «Штраубінг Тайгерс»     | Німецька Хокейна Ліга | 10               | 0                | 5                | 5                | 8                | -       | -       | -       | -       | -       |
| 2013–14   | ХК «Біль»               | НЛА                   | 24               | 10               | 8                | 18               | 16               | 13      | 5       | 4       | 9       | 8       |
| 2014–15   | «Медвещак» (Загреб)     | КХЛ                   | 3                | 1                | 0                | 1                | 2                | —       | —       | —       | —       | —       |
| 2015–16   | «Ольтен»                | НЛБ                   | 4                | 1                | 0                | 1                | 0                | 2       | 0       | 1       | 1       | 2       |
| НХЛ разом | НХЛ разом               | НХЛ разом             | 53               | 3                | 8                | 11               | 41               | —       | —       | —       | —       | —       |